# Neneh Cherry

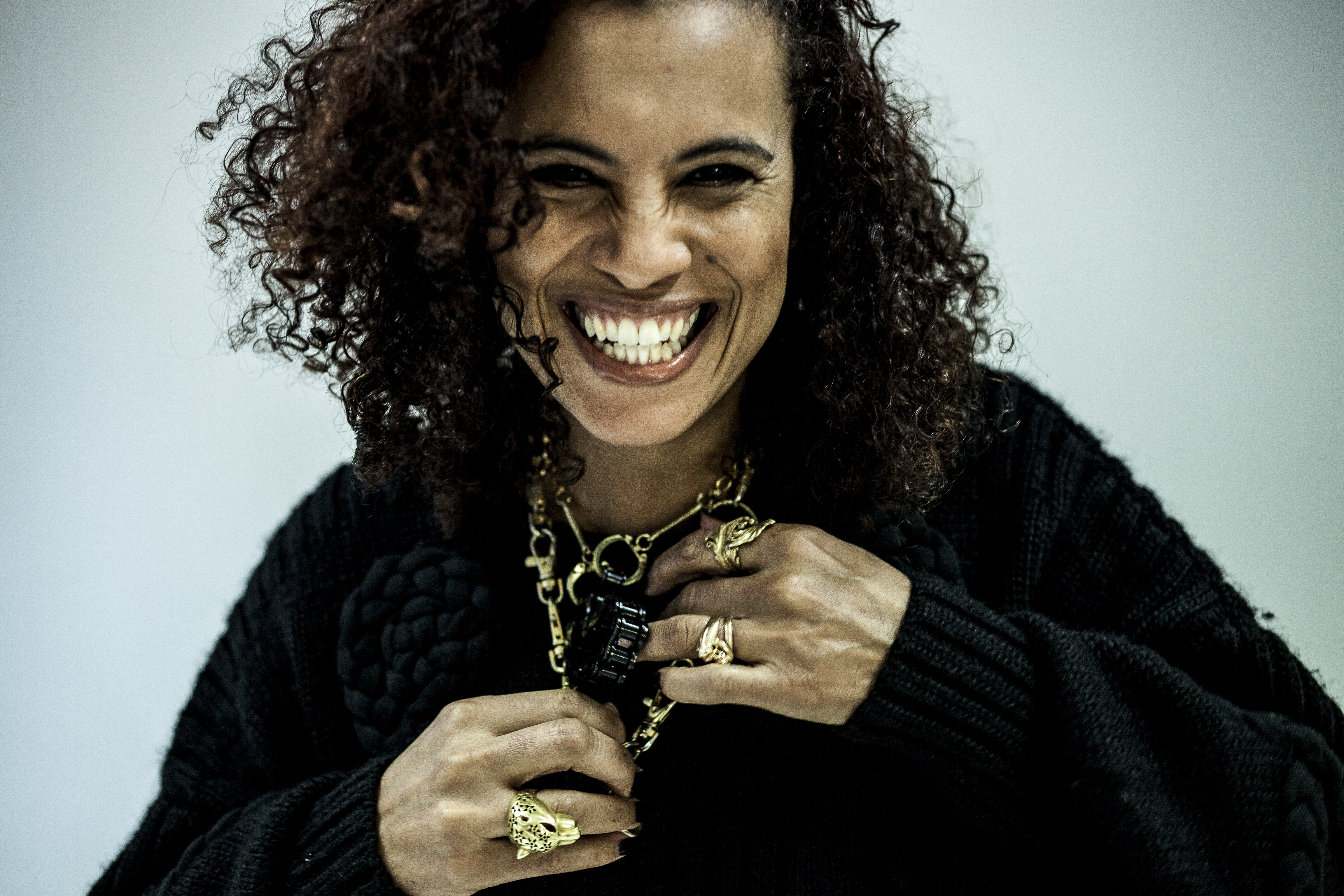
Neneh Cherry (2012)

Neneh Cherry (* 10. März 1964 in Stockholm als Neneh Marianne Karlsson) ist eine schwedische Hip-Hop-Künstlerin, Jazz-Sängerin und Songwriterin. Sie ist die Stieftochter von Don Cherry. Zu ihren größten kommerziellen Erfolgen gehören Buffalo Stance (1988), Manchild (1989), I’ve Got You Under My Skin (1990), 7 Seconds (1994, mit Youssou N’Dour) und Woman (1996).
Ihr Hip-Hop ist immer wieder auch von anderen Stilen beeinflusst, zum Beispiel Soul (Inna City Mamma, 1989), Rock (Trout, 1992, mit Michael Stipe von R.E.M.) oder Weltmusik (7 Seconds).

## Leben und Karriere
Neneh Cherry wuchs gemeinsam mit ihrem vier Jahre jüngeren Stiefbruder Eagle-Eye Cherry bei ihrer Mutter, der schwedischen Künstlerin Monica Karlsson (später Moki Cherry), und ihrem Stiefvater, dem Jazz-Musiker Don Cherry, auf. Der Kontakt zu ihrem leiblichen Vater, dem Musiker Ahmadu Jah aus Sierra Leone, brach aber nie ganz ab. Väterlicherseits hat sie eine Halbschwester, die Sängerin Titiyo. Ihre ersten beiden Lebensjahre verbrachte sie in Hässleholm in Schweden. Danach reiste die ganze Familie mit Don, der meist auf Tournee war, um die ganze Welt – meist durch die USA und Europa. Regelmäßig hielt sich die Familie in New York und im schwedischen Tågarp auf, wo Neneh auch zur Schule ging. Durch ihren Stiefvater, der seit den 1960ern selbst zu den bedeutendsten Innovatoren des Jazz, insbesondere des Free Jazz, zählte, lernte sie schon früh eine ganze Reihe von Musikern kennen. Darunter waren Berühmtheiten wie Ornette Coleman, mit dem Don Cherry eng zusammenarbeitete, oder Miles Davis.
Anfang der 1980er Jahre brach sie die Schule ab, siedelte nach London über und begann ihre eigene musikalische Laufbahn. Die erste Gruppe, mit der sie auftrat, war die Punkrock-Band The Cherries. Bevor sie mit Stop the War, einem Protest-Song gegen den Falkland-Krieg (1982), ihre Solokarriere startete, arbeitete sie noch mit The Slits und Rip Rig + Panic zusammen. 1986 nahm sie zusammen mit The The den Titel Slow Train to Dawn auf.
Mit ihrem Mann Cameron McVey (auch Produzent von Massive Attacks Debüt-Album Blue Lines, Portisheads Dummy und später Alben der All Saints und der Sugababes) nahm sie 1988 ihr Debüt-Album Raw Like Sushi auf. Die Single-Auskopplung Buffalo Stance wurde zu ihrem ersten großen Hit. Kurz darauf erkrankte sie an Borreliose, was ihre Arbeit als Musikerin zeitweilig behinderte.
1990 hatte sie mit I’ve Got You Under My Skin, ihrem Beitrag zur AIDS-Benefiz-Compilation Red Hot + Blue, ihren zweiten großen Erfolg.
1992 veröffentlichte sie ihr zweites Album, Homebrew, auf dem auch Michael Stipe (R.E.M.) und Guru (Gang Starr) zu hören sind. Im darauf folgenden Jahr übersiedelte sie für kurze Zeit nach New York, 1995 mietete sie ein Haus in der Nähe von Málaga (Spanien), wo sie bis 1999 mit ihrer Familie lebte.

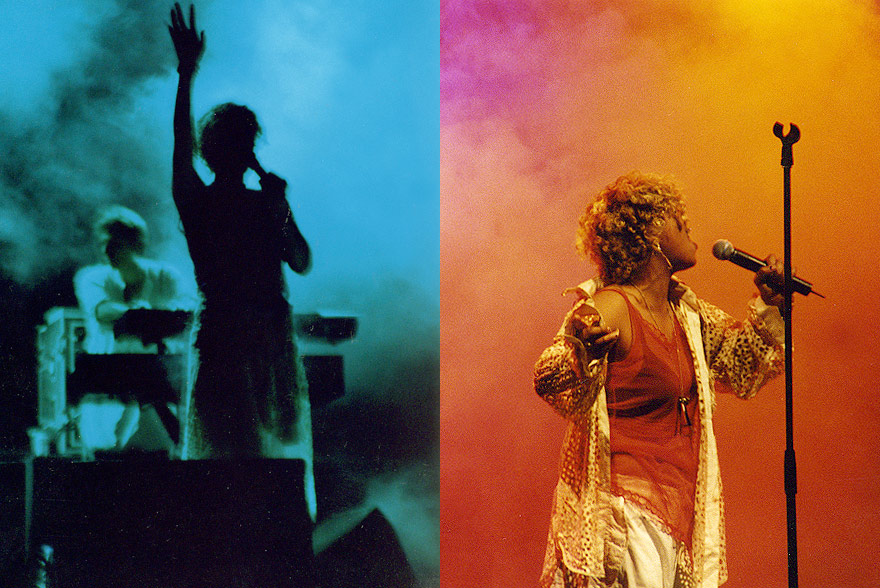
Neneh Cherry (Arena, Wien, 1996)

Ihr drittes Album Man erschien 1996. Das Album entstand auch unter dem Eindruck ihrer dritten Schwangerschaft sowie des Todes ihres Stiefvaters Don Cherry, der die letzten acht Monate seines Lebens in ihrem Haus in Spanien verbracht hatte. Sie bezeichnete es als „ein Album von Leben und Tod“. Die Musik darauf war stärker an Rock und Soul orientiert, Elemente aus Drum and Bass und Hip-Hop traten in den Hintergrund. Mit dem Lied 7 Seconds, einem Duett mit Youssou N’Dour, das bereits im Jahr 1994 erstmals veröffentlicht worden war, ist auf Man ihr bisher größter Hit zu finden. Das Lied erreichte in vier Ländern die Spitze der Charts. Das Album wurde von deutschen Musikkritikern zwiespältig aufgenommen. Es sei „ein überproduziertes Downbeat-Album, in dem Cherrys HipHop-Skills unter einer Schicht überbordender Piano- und Streichersounds verschwanden“, meinte z. B. Christian Werthschulte. Frank Sawatzki hielt es für eine „müde Radioproduktion“.
2000 war sie auf dem Soundtrack OVO von Peter Gabriel für die Millennium Dome Show zu hören.
2010 arbeitete sie erstmals mit der Free-Jazz-Band The Thing (Mats Gustafsson, Ingebrigt Håker Flaten und Paal Nilssen-Love) zusammen, mit der sie 2012 das Album The Cherry Thing veröffentlichte und auch Konzerte gab.
Im Februar 2014 erschien mit Blank Project Cherrys erstes Solo-Album seit 18 Jahren. Als Produzent zeichnet der Londoner Musiker Kieran Hebden alias Four Tet verantwortlich, für die Musik verpflichtete sie das junge britische Duo RocketNumberNine, bestehend aus den Brüdern Ben und Tom Page. An Keyboards und Schlagzeug liefern die beiden einen spartanischen Klang, in dem elektronische Musik, Hip-Hop, Pop und vereinzelt auch Rock fließend ineinander übergehen.
Am 1. August 2018 veröffentlichte Cherry eine neue Single mit dem Namen Kong. Produziert wurde der Song von Four Tet und Robert „3D“ Del Naja, einem der Gründungsmitglieder der britischen Trip-Hop-Band Massive Attack. Der Radiosender ByteFM nannte Kong „hypnotische Nachtmusik im Downtempo“.
Neneh Cherry ist Mutter von drei Töchtern, Naima, Tyson und Mabel. Sie ist verheiratet mit dem britischen Musikproduzenten Cameron McVey, dem Vater von Marlon Roudette (Gründer des ehemaligen Musikduos Mattafix und erfolgreicher Solokünstler), dessen Stiefmutter sie damit ist. Die Familie lebt heute teils in London und teils in Schweden.

## Auszeichnungen
Einige der bedeutenderen Auszeichnungen, die Neneh Cherry bisher erhielt:
- BRIT Award (1996) – „Best Video“ (Woman)
- World Music Award (1995) – „Best African Single“ (7 Seconds)
- MTV Europe Music Award (1994) – (7 Seconds)
- BRIT Award (1990) – „Best Single“ und „Best Female Vocalist“

## Diskografie

### Studioalben
| Jahr | Titel           | Höchstplatzierung, Gesamtwochen, AuszeichnungChartplatzierungen (Jahr, Titel, Platzierungen, Wochen, Auszeichnungen, Anmerkungen) | Höchstplatzierung, Gesamtwochen, AuszeichnungChartplatzierungen (Jahr, Titel, Platzierungen, Wochen, Auszeichnungen, Anmerkungen) | Höchstplatzierung, Gesamtwochen, AuszeichnungChartplatzierungen (Jahr, Titel, Platzierungen, Wochen, Auszeichnungen, Anmerkungen) | Höchstplatzierung, Gesamtwochen, AuszeichnungChartplatzierungen (Jahr, Titel, Platzierungen, Wochen, Auszeichnungen, Anmerkungen) | Höchstplatzierung, Gesamtwochen, AuszeichnungChartplatzierungen (Jahr, Titel, Platzierungen, Wochen, Auszeichnungen, Anmerkungen) | Höchstplatzierung, Gesamtwochen, AuszeichnungChartplatzierungen (Jahr, Titel, Platzierungen, Wochen, Auszeichnungen, Anmerkungen) | Anmerkungen                             |
| Jahr | Titel           | DE | AT | CH | UK | US | SE | Anmerkungen                             |
| ---- | --------------- | --- | --- | --- | --- | --- | --- | --------------------------------------- |
| 1989 | Raw Like Sushi  | DE10 (26 Wo.)DE | AT7 (16 Wo.)AT | CH6 Gold · (18 Wo.)CH | UK2 Platin · (43 Wo.)UK | US40 (35 Wo.)US | SE3 Gold · (9 Wo.)SE | Erstveröffentlichung: 2. Mai 1989       |
| 1992 | Homebrew        | — | — | CH16 (12 Wo.)CH | UK27 (2 Wo.)UK | — | SE29 (2 Wo.)SE | Erstveröffentlichung: 26. Oktober 1992  |
| 1996 | Man             | DE20 (14 Wo.)DE | AT5 (11 Wo.)AT | CH5 Gold · (16 Wo.)CH | UK16 Silber · (4 Wo.)UK | — | SE22 (5 Wo.)SE | Erstveröffentlichung: 2. September 1996 |
| 2014 | Blank Project   | DE39 (2 Wo.)DE | AT38 (2 Wo.)AT | CH28 (3 Wo.)CH | UK41 (1 Wo.)UK | — | SE40 (1 Wo.)SE | Erstveröffentlichung: 25. Februar 2014  |
| 2018 | Broken Politics | DE55 (1 Wo.)DE | AT46 (1 Wo.)AT | CH52 (1 Wo.)CH | UK76 (1 Wo.)UK | — | — | Erstveröffentlichung: 19. Oktober 2018  |
| 2022 | The Versions    | — | — | — | — | — | — | Erstveröffentlichung: 10. Juni 2022     |

### Gemeinschaftsalben
- 2006: Laylow (mit CirKus)
- 2009: Medicine (mit CirKus)
- 2012: The Cherry Thing (mit The Thing)

### Remixalben
- 1997: Remixes
- 2007: Laylower (mit CirKus)

### Singles als Leadmusikerin
| Jahr | Titel Album                               | Höchstplatzierung, Gesamtwochen, AuszeichnungChartplatzierungen (Jahr, Titel, Album, Platzierungen, Wochen, Auszeichnungen, Anmerkungen) | Höchstplatzierung, Gesamtwochen, AuszeichnungChartplatzierungen (Jahr, Titel, Album, Platzierungen, Wochen, Auszeichnungen, Anmerkungen) | Höchstplatzierung, Gesamtwochen, AuszeichnungChartplatzierungen (Jahr, Titel, Album, Platzierungen, Wochen, Auszeichnungen, Anmerkungen) | Höchstplatzierung, Gesamtwochen, AuszeichnungChartplatzierungen (Jahr, Titel, Album, Platzierungen, Wochen, Auszeichnungen, Anmerkungen) | Höchstplatzierung, Gesamtwochen, AuszeichnungChartplatzierungen (Jahr, Titel, Album, Platzierungen, Wochen, Auszeichnungen, Anmerkungen) | Höchstplatzierung, Gesamtwochen, AuszeichnungChartplatzierungen (Jahr, Titel, Album, Platzierungen, Wochen, Auszeichnungen, Anmerkungen) | Anmerkungen                                           |
| Jahr | Titel Album                               | DE | AT | CH | UK | US | SE | Anmerkungen                                           |
| ---- | ----------------------------------------- | --- | --- | --- | --- | --- | --- | ----------------------------------------------------- |
| 1988 | Buffalo Stance Raw Like Sushi             | DE2 (20 Wo.)DE | AT7 (14 Wo.)AT | CH2 (12 Wo.)CH | UK3 Silber · (13 Wo.)UK | US3 Gold · (24 Wo.)US | SE1 Gold · (7 Wo.)SE | Erstveröffentlichung: 28. November 1988               |
| 1989 | Manchild Raw Like Sushi                   | DE2 (19 Wo.)DE | AT6 (14 Wo.)AT | CH4 (17 Wo.)CH | UK5 (10 Wo.)UK | — | SE7 (4 Wo.)SE | Erstveröffentlichung: 8. Mai 1989                     |
| 1989 | Kisses on the Wind Raw Like Sushi         | DE23 (13 Wo.)DE | — | CH9 (9 Wo.)CH | UK20 (6 Wo.)UK | US8 (14 Wo.)US | — | Erstveröffentlichung: 31. Juli 1989                   |
| 1989 | Heart Raw Like Sushi                      | — | — | — | — | US73 (8 Wo.)US | — | Erstveröffentlichung: November 1989                   |
| 1989 | Inna City Mama Raw Like Sushi             | — | — | CH17 (7 Wo.)CH | UK31 (8 Wo.)UK | — | — | Erstveröffentlichung: Dezember 1989                   |
| 1990 | I’ve Got You Under My Skin Red Hot + Blue | DE23 (16 Wo.)DE | — | CH25 (4 Wo.)CH | UK25 (5 Wo.)UK | — | SE16 (1 Wo.)SE | Erstveröffentlichung: 17. September 1990              |
| 1992 | Money Love Homebrew                       | — | — | — | UK23 (4 Wo.)UK | — | SE17 (6 Wo.)SE | Erstveröffentlichung: 1. November 1992                |
| 1993 | Buddy X Homebrew                          | — | — | — | UK15 (8 Wo.)UK | US43 (12 Wo.)US | — | Erstveröffentlichung: März 1993                       |
| 1994 | 7 Seconds Man / The Guide (Wommat)        | DE3 Gold · (34 Wo.)DE | AT3 Gold · (17 Wo.)AT | CH1 Gold · (31 Wo.)CH | UK3 Gold · (25 Wo.)UK | US98 (4 Wo.)US | SE3 (21 Wo.)SE | Erstveröffentlichung: 7. Juni 1994 mit Youssou N’Dour |
| 1996 | Woman Man                                 | DE52 (18 Wo.)DE | AT21 (8 Wo.)AT | CH12 (19 Wo.)CH | UK9 (7 Wo.)UK | — | SE20 (10 Wo.)SE | Erstveröffentlichung: 19. Juli 1996                   |
| 1996 | Kootchi Man                               | — | — | — | UK38 (2 Wo.)UK | — | — | Erstveröffentlichung: Dezember 1996                   |
| 1997 | Feel It Man                               | — | — | — | UK68 (1 Wo.)UK | — | — | Erstveröffentlichung: Februar 1997                    |

Weitere Singles
- 1992: Move with Me
- 1995: Trouble Man
- 2018: Kong

### Singles als Gastmusikerin
| Jahr | Titel Album                                  | Höchstplatzierung, Gesamtwochen, AuszeichnungChartplatzierungen (Jahr, Titel, Album, Platzierungen, Wochen, Auszeichnungen, Anmerkungen) | Höchstplatzierung, Gesamtwochen, AuszeichnungChartplatzierungen (Jahr, Titel, Album, Platzierungen, Wochen, Auszeichnungen, Anmerkungen) | Höchstplatzierung, Gesamtwochen, AuszeichnungChartplatzierungen (Jahr, Titel, Album, Platzierungen, Wochen, Auszeichnungen, Anmerkungen) | Höchstplatzierung, Gesamtwochen, AuszeichnungChartplatzierungen (Jahr, Titel, Album, Platzierungen, Wochen, Auszeichnungen, Anmerkungen) | Höchstplatzierung, Gesamtwochen, AuszeichnungChartplatzierungen (Jahr, Titel, Album, Platzierungen, Wochen, Auszeichnungen, Anmerkungen) | Anmerkungen                                                                  |
| Jahr | Titel Album                                  | DE | AT | CH | UK | SE | Anmerkungen                                                                  |
| ---- | -------------------------------------------- | --- | --- | --- | --- | --- | ---------------------------------------------------------------------------- |
| 1987 | Slow Train to Dawn Infected                  | — | — | — | UK64 (3 Wo.)UK | — | Erstveröffentlichung: Januar 1987 The The feat. Neneh Cherry                 |
| 1995 | Love Can Build a Bridge –                    | DE62 (10 Wo.)DE | AT18 (8 Wo.)AT | CH21 (10 Wo.)CH | UK1 Silber · (8 Wo.)UK | — | Erstveröffentlichung: 6. März 1995 mit Cher, Chrissie Hynde & Eric Clapton   |
| 1999 | Buddy X 99 –                                 | — | — | — | UK15 (9 Wo.)UK | — | Erstveröffentlichung: 1999 mit Dreem Teem                                    |
| 2000 | Long Way Around Living in the Present Future | DE85 (3 Wo.)DE | — | CH45 (10 Wo.)CH | UK48 (2 Wo.)UK | — | Erstveröffentlichung: Oktober 2000 Eagle-Eye Cherry feat. Neneh Cherry       |
| 2002 | Braided Hair 1 Giant Leap                    | — | — | — | UK78 (1 Wo.)UK | — | Erstveröffentlichung: 9. April 2002 1 Giant Leap feat. Neneh Cherry & Speech |
| 2006 | Kids with Guns / El Mañana Demon Days        | DE94 (1 Wo.)DE | — | — | UK27 Silber · (2 Wo.)UK | — | Erstveröffentlichung: 10. April 2006 Gorillaz feat. Neneh Cherry             |
| 2008 | Forever Kleerup                              | — | — | — | — | SE56 (1 Wo.)SE | Erstveröffentlichung: 2008 Kleerup feat. Neneh Cherry                        |

Weitere Gastbeiträge
- 1981: God (Rip Rig + Panic)
- 1982: I am cold (Rip Rig + Panic)
- 1983: Attitude (Rip Rig + Panic)
- 1990: Knee deep in Hits (Rip Rig + Panic)
- 2011: Bells (CirKus feat. Neneh Cherry)

## Auszeichnungen für Musikverkäufe
| Silberne Schallplatte - Frankreich - 1996: für die Single Woman Goldene Schallplatte - Australien - 1994: für die Single 7 Seconds - Frankreich - 1994: für die Single 7 Seconds - 1996: für das Album Woman - Kanada - 1989: für die Single Buffalo Stance - 1989: für das Album Raw Like Sushi - Neuseeland - 1989: für das Album Raw Like Sushi - 1995: für die Single 7 Seconds - Niederlande - 1990: für das Album Raw Like Sushi - 1994: für die Single 7 Seconds |

Anmerkung: Auszeichnungen in Ländern aus den Charttabellen bzw. Chartboxen sind in ebendiesen zu finden.
| Land/RegionAuszeichnungen für Musikverkäufe (Land/Region, Auszeichnungen, Verkäufe, Quellen) | Silber     | Gold       | Platin  | Verkäufe  | Quellen                     |
| -------------------------------------------------------------------------------------------- | ---------- | ---------- | ------- | --------- | --------------------------- |
| Australien (ARIA)                                                                            | —          | Gold1      | —       | 35.000    | Einzelnachweise             |
| Deutschland (BVMI)                                                                           | —          | Gold1      | —       | 250.000   | musikindustrie.de           |
| Frankreich (SNEP)                                                                            | Silber1    | 2× Gold2   | —       | 475.000   | infodisc.fr snepmusique.com |
| Kanada (MC)                                                                                  | —          | 2× Gold2   | —       | 100.000   | musiccanada.com             |
| Neuseeland (RMNZ)                                                                            | —          | 2× Gold2   | —       | 15.000    | Einzelnachweise             |
| Niederlande (NVPI)                                                                           | —          | 2× Gold2   | —       | 100.000   | nvpi.nl                     |
| Österreich (IFPI)                                                                            | —          | Gold1      | —       | 25.000    | ifpi.at                     |
| Schweden (IFPI)                                                                              | —          | 2× Gold2   | —       | 75.000    | sverigetopplistan.se        |
| Schweiz (IFPI)                                                                               | —          | 3× Gold3   | —       | 75.000    | hitparade.ch                |
| Vereinigte Staaten (RIAA)                                                                    | —          | Gold1      | —       | 500.000   | riaa.com                    |
| Vereinigtes Königreich (BPI)                                                                 | 4× Silber4 | Gold1      | Platin1 | 1.360.000 | bpi.co.uk                   |
| Insgesamt                                                                                    | 5× Silber5 | 18× Gold18 | Platin1 |           |                             |